# تپه آزاد مرزآباد
تپه آزاد مرز آباد مربوط به دوران‌های تاریخی پس از اسلام است و در شهرستان اراک، روستای آزاد مرز آباد واقع شده و این اثر در تاریخ ۱۱ دی ۱۳۸۰ با شمارهٔ ثبت ۴۶۲۸ به‌عنوان یکی از آثار ملی ایران به ثبت رسیده است.